# Felhasználási kategóriák
A felhasználási kategóriák (más néven AC-üzemmódok, illetve DC-üzemmódok) az elektromos kapcsolók terhelhetőségének megadása érdekében létrehozott kategóriák, melyek megmutatják, hogy egy adott elektromos berendezést milyen típusú és mekkora teljesítményű fogyasztók kapcsolására lehet alkalmazni.
Vannak kapcsolóberendezések, amiket összesen egy típusú fogyasztó kapcsolására terveznek (pl. asztali lámpa kapcsolója), de vannak olyan ipari kapcsolóberendezések, amiket több típusú fogyasztó (pl. fűtőbetétek, csoportos világítótestek, villanymotorok) kapcsolására is felhasználhatunk. Mindig csak egy típusra, de több típusú fogyasztó kapcsolására bevethetőek.
A csoportosítás és felhasználási kategóriákon alapuló terhelhetőség megadása azért szükséges, mert a különböző típusú elektromos fogyasztók eltérő indítási, üzemi és kikapcsolási tulajdonságokkal rendelkeznek. Egy háztartási lámpatest kapcsolóján például mindig ugyanakkora áram folyik át, ezzel szemben egy villanymotor-kapcsolóra eltérő áramerősségek hatnak a bekapcsoláskor és a villanymotor terhelt, illetve ürejárati állapotainál (a villanymotor áramfelvétele ugyanis a terheléssel növekszik).
Ebből adódik, hogy a háztartási lámpa kapcsolója a körülbelül 2000W terhelhetőséggel a hagyományos izzószálas lámpákat biztonsággal hosszú ideig kapcsolja a teljesítményhatáron belül, de ugyanez a kapcsoló alkalmatlan egy 2000W-os villanymotor kapcsolására, mert a villanymotor a bekapcsolás pillanatában az üzemi áramának 3-9-szeresét is felveheti, valamint áramfelvétele a terheléssel együtt növekszik. Ahhoz tehát hogy a kapcsoló kiszolgálja teljes életciklusát, a felhasználási kategóriákban megadott terheléseknél nagyobbat az adott felhasználási csoporton belül nem szabad rákapcsolni, illetve csak olyan felhasználási kategóriákban célszerű alkalmazni, amiknek a terhelhetőségi értékeit a gyártó az adatlapon feltüntette.

## Táblázat
A következő táblázat összegzését adja az üzemeltetési kategóriák típusainak és jelentésüknek.
| Felhasználási kategória | A kategória eszközei | IEC szabvány        |
| ----------------------- | --- | ------------------- |
| AC-1                    | Nem induktív, vagy enyhén induktív terhelések, például: ellenállásos kemencék, melegítők | 60947-4-1           |
| AC-2                    | Csúszógyűrűs motorok: kikapcsolás | 60947-4-1           |
| AC-3                    | Kalickás motorok: indítás, futás közbeni leállítás | 60947-4-1           |
| AC-4                    | Kalickás motorok: indítás, ellenáramú fékezés (a motor fékezése, vagy a forgásirány megfordítása két vezeték felcserélésével a motor folyamatos futása mellett), léptetés (egyszeri, vagy ismétlődő, rövid ideig tartó bekapcsolása a motornak, hogy kis mozdulatot végezzen) | 60947-4-1           |
| AC-5a                   | Gázkisülésű lámpák kapcsolása | 60947-4-1           |
| AC-5b                   | Izzólámpák kapcsolása | 60947-4-1           |
| AC-6a                   | Transzformátorok kapcsolása | 60947-4-1           |
| AC-6b                   | Kondenzátortelepek kapcsolása | 60947-4-1           |
| AC-7a                   | Enyhén induktív terhelést tartalmazó háztartási gépek | 60947-4-1 61095     |
| AC-7b                   | Motoros terhelésű háztartási gépek, például: ventilátorok, porszívók | 60947-4-1 61095     |
| AC-8a                   | Hermetikusan zárt hűtőkompresszoros motorok a túlterhelésvédelem kézi visszaállításával | 60947-4-1           |
| AC-8b                   | Hermetikusan zárt hűtőkompresszoros motorok a túlterhelésvédelem automatikus visszaállításával | 60947-4-1           |
| AC-12                   | Ohmikus terhelések és szilárdtest vagy félvezető anyagú terhelések vezérlése optoelektronikus elválasztással | 60947-5-2           |
| AC-13                   | Szilárdtest vagy félvezető anyagú terhelés vezérlése transzformátoros elválasztással | 60947-5-1           |
| AC-14                   | Kis elektromágneses terhelések vezérlése | 60947-5-1           |
| AC-15                   | Váltakozóáramú elektromágneses terhelések vezérlése | 60947-5-1           |
| AC-20                   | Be- és kikapcsolás terhelés nélkül | 60947-3             |
| AC-21                   | Ohmikus terhelések kapcsolása, mérsékelt túlterhelés mellett is | 60947-3             |
| AC-22                   | Kevert, egyszerre ohmikus és induktív típusú terhelések kapcsolása, mérsékelt túlterhelés mellett is | 60947-3             |
| AC-23                   | Elektromos motorok, vagy más magasan induktív terhelések kapcsolása | 60947-3             |
| AC-31A AC-31B           | Nem induktív, vagy enyhén induktív terhelések | 60947-6-1           |
| AC-33A AC33B            | Motoros terhelések, vagy motoros-ellenállásos és 30%-ot meg nem haladó izzólámpás kevert terhelések | 60947-6-1           |
| AC-35A AC-35B           | Gázkisülésű lámpás terhelések | 60947-6-1           |
| AC-36A AC36B            | Izzólámpás terhelések | 60947-6-1           |
| AC-40                   | Elosztóhálózatok keverten ohmikus és induktív terhelésekkel | 60947-6-2           |
| AC-41                   | Nem-induktív, vagy enyhén induktív terhelések, ellenállásos kemencék | 60947-6-2           |
| AC-42                   | Csúszógyűrűs motorok: bekapcsolás és kikapcsolás | 60947-6-2           |
| AC-43                   | Kalickás motorok: bekapcsolás, leállítás működés közben | 60947-6-2           |
| AC-44                   | Kalickás motorok: bekapcsolás, ellenáramú fékezés, léptetés | 60947-6-2           |
| AC-45a                  | Gázkisülésű lámpák kapcsolása | 60947-6-2           |
| AC-45b                  | Izzólámpák kapcsolása | 60947-6-2           |
| AC-51                   | Indukciómentes, vagy enyhén induktív terhelések, ellenállásos kemencék | 60947-4-3           |
| AC-52a                  | Csúszógyűrűs motor állórészének vezérlése: 8 órás üzem indító áramokkal az elindulási folyamatokhoz, manőverekhez, üzemeltetéshez | 60947-4-2           |
| AC-52b                  | Csúszógyűrűs motor állórészének vezérlése: szakaszos működtetés | 60947-4-2           |
| AC-53a                  | Kalickás motor vezérlése: 8 órás üzem indító áramokkal az elindulási folyamatokhoz, manőverekhez, üzemeltetéshez | 60947-4-2           |
| AC-53b                  | Kalickás motor vezérlése: szakaszos működtetés | 60947-4-2           |
| AC-55a                  | A kisüléses lámpák elektromos vezérlésének kapcsolása | 60947-4-3           |
| AC-55b                  | Izzólámpák kapcsolása | 60947-4-3           |
| AC-56a                  | Transzformátorok kapcsolása | 60947-4-3           |
| AC-56b                  | Kondenzátortelepek kapcsolása | 60947-4-3           |
| AC-58a                  | Hermetikusan zárt hűtőkompresszoros motorok a túlterhelésvédelem automatikus visszaállításával: 8 órás üzem indító áramokkal az elindulási folyamatokhoz, manőverekhez, üzemeltetéshez                                                                                        | 60947-4-2           |
| AC-58b                  | Hermetikusan zárt hűtőkompresszoros motorok a túlterhelésvédelem automatikus visszaállításával: időszakos üzemeltetés | 60947-4-2           |
| AC-140                  | Kis elektromágneses terhelések vezérlése 0.2A-nél nem nagyobb tartási árammal (például kontaktorok) | 60947-5-2           |
| DC-1                    | Nem induktív, vagy enyhén induktív terhelések, például: ellenállásos kemencék, melegítők | 60947-4-1           |
| DC-3                    | Szénkefés motorok: indítás, ellenáramú fékezés, irányváltás, léptetés, dinamikus fékezés | 60947-4-1           |
| DC-5                    | Soros DC motor: indítás, ellenáramú fékezés, irányváltás, léptetés, dinamikus fékezés | 60947-4-1           |
| DC-6                    | Izzólámpák kapcsolása | 60947-4-1           |
| DC-12                   | Ohmikus terhelések és szilárdtest vagy félvezető anyagú terhelések vezérlése optoelektronikus elválasztással | 60947-5-1 60947-5-2 |
| DC-13                   | Egyenáramú elektromágnesek vezérlése | 60947-5-1 60947-5-2 |
| DC-14                   | Egyenáramú vezérlése az olyan elektromágneses terheléseknek, amiknek ellenállás is van az áramkörében | 60947-5-1           |
| DC-20                   | Csatlakoztatás és leválasztás terheletlen feltételek mellett | 60947-5-1           |
| DC-21                   | Ohmikus terhelések kapcsolása, mérsékelt túlterhelés mellett is | 60947-5-1           |
| DC-22                   | Kevert, egyszerre ohmikus és induktív terhelések kapcsolása, mérsékelt túlterhelés mellett is | 60947-5-1           |
| DC-23                   | Erősen induktív terhelések kapcsolása, például soros DC motorok | 60947-5-1           |

## Fordítás
- Ez a szócikk részben vagy egészben  az   Utilization categories című angol Wikipédia-szócikk fordításán alapul.  Az eredeti cikk szerkesztőit annak laptörténete sorolja fel. Ez a jelzés csupán a megfogalmazás eredetét és a szerzői jogokat jelzi, nem szolgál a cikkben szereplő információk forrásmegjelöléseként.